# Мартынюк, Георгий Яковлевич
Гео́ргий Я́ковлевич Мартыню́к (3 марта 1940, Чкалов — 13 февраля 2014, Москва) — советский и российский актёр театра и кино, заслуженный артист РСФСР (1981), народный артист Российской Федерации (2003).

## Биография
Родился 3 марта 1940 года в Чкалове (советское название Оренбурга в 1938—1957 гг.). Отец был чиновником. Мать работала в ветеринарной лаборатории.
В 1962 году окончил Государственный институт театрального искусства им. А. В. Луначарского. С 1962 года — актёр театра на Малой Бронной, в котором сыграл в общей сложности более 60 ролей.
Всенародную славу приобрёл главным образом благодаря роли майора/подполковника/полковника милиции Павла Павловича Знаменского в телесериале «Следствие ведут ЗнаТоКи».
Скончался 13 февраля 2014 года после продолжительной болезни. Прощание прошло 17 февраля в театре на Малой Бронной. Похоронен в тот же день в Москве на Троекуровском кладбище.

## Семья
|  |
|  |

- Первая жена —  Валентина Евгеньевна Маркова (род. 1942), советская актриса театра и кино.
  - Дочь — Елизавета Георгиевна (1965—1985)[8].
- Вторая жена (с 1979 по 2014) и вдова — Ниёле Прановна Мартынюк[8], врач, заведующая отделением восстановительной медицины и лечебной физкультуры в Московской городской клинической больнице имени С. П. Боткина.
  - Падчерица — Татьяна

## Театральные работы
- 1967 — «Гроссмейстерский балл» И. Штемлера (Филипп)
- 1967 — «Три сестры» А. Чехова (Прозоров Андрей Сергеевич)
- 1968 — «Уйти, чтобы остаться» И. Штемлера (Вадим)
- 1969 — «Счастливые дни несчастливого человека» А. Арбузова (Первый)
- 1970 — «Трибунал» А. Макаёнка (Сыроедов)
- 1970 — «Золотая карета» Л. Леонова (Тимоха)
- 1973 — «Дон Жуан» Ж.-Б. Мольера (Пьеро)
- 1975 — «Снятый и назначенный» Я. Волчека (Хонин Виктор Тимофеевич)
- 1976 — «Варвары» М. Горького (Прибыткин)
- 1977 — «Обвинительное заключение» Н. Думбадзе (вор-рецидивист Лимон Девдариани)
- 1978 — «Занавески» М. Ворфоломеева (Петр)
- 1978 — «Если…» С. Алёшина (Крылов)
- 1978 — «Веранда в лесу» И. Дворецкого (?)
- 1979 — «Жестокие игры» А. Арбузова (Мишка Земцов)
- 1980 — «За час до полуночи» (Эрих Гансен)
- 1981 — «А всё-таки она вертится» А. Хмелика (Дядя Коля)
- 1981 — «Отпуск по ранению» В. Кондратьева (Николай Егорович)
- 1984 — «Вы чьё, старичьё?» Б. Васильева (Автор)
- 1985 — «Солдатами не рождаются» К. Симонова (Захаров)
- 1989 — «Мать Иисуса» А. Володина (Римлянин)
- 1990 — «Москва — Петушки» В. Ерофеева (Веничка Ерофеев)
- 1991 — «Жиды города Питера» по братьям Стругацким
- 1993 — «Пучина» А. Островского (Боровцев)
- 1994 — «Леший» А. Чехова (Орловский)
- 1995 — «Идиот» Ф. Достоевского (Генерал Иван Фёдорович Епанчин)
- 2001 — «Король, дама, валет» В. Набокова (Мен)
- 2001 — «Лулу» Ф. Ведекинда (Щиголих, отец Лулу)
- 2001 — «Метеор» Ф. Дюрренматта (Великий Мюггейм)
- 2003 — «Дети?!» C. Найдёнова (Ванюшин)
- 2008 — «Я не Раппопорт» Э. Гарднера (Мидж, консьерж)

## Фильмография
| Год  |   | Название                                                        | Роль                                                    |
| ---- | - | --------------------------------------------------------------- | ------------------------------------------------------- |
| 1962 | ф | У твоего порога                                                 | раненый в поезде                                        |
| 1963 | ф | Тишина                                                          | Константин Корабельников                                |
| 1964 | ф | Жили-были старик со старухой                                    | Валентин                                                |
| 1964 | ф | Метель                                                          | Бурмин                                                  |
| 1965 | ф | Гибель эскадры                                                  | матрос Гайдай                                           |
| 1968 | ф | Щит и меч                                                       | Алексей Зубов / Алоиз Хаген                             |
| 1970 | ф | Умеете ли вы жить?                                              | Савелий                                                 |
| 1971 | ф | Следствие ведут ЗнаТоКи. Чёрный маклер                          | Знаменский                                              |
| 1971 | ф | Следствие ведут ЗнаТоКи. Ваше подлинное имя                     | Знаменский                                              |
| 1971 | ф | Следствие ведут ЗнаТоКи. С поличным                             | Знаменский                                              |
| 1972 | ф | Следствие ведут ЗнаТоКи. Повинную голову…                       | Знаменский                                              |
| 1972 | ф | Следствие ведут ЗнаТоКи. Динозавр                               | Знаменский                                              |
| 1972 | ф | Следствие ведут ЗнаТоКи. Шантаж                                 | Знаменский                                              |
| 1972 | ф | Следствие ведут ЗнаТоКи. Несчастный случай                      | Знаменский                                              |
| 1972 | ф | Вера, Надежда, Любовь                                           | Артур                                                   |
| 1972 | ф | День моих сыновей / Den moikh synovey                           | Антон, хирург                                           |
| 1972 | ф | А зори здесь тихие                                              | майор Лужин                                             |
| 1973 | ф | Следствие ведут ЗнаТоКи. Побег                                  | Знаменский                                              |
| 1973 | ф | Следствие ведут ЗнаТоКи. Свидетель                              | Знаменский                                              |
| 1975 | ф | Следствие ведут ЗнаТоКи. Ответный удар                          | Знаменский                                              |
| 1976 | ф | Город с утра до полуночи                                        | Сергей Филиппович, отец 16-летнего Жени                 |
| 1977 | ф | Следствие ведут ЗнаТоКи. Любой ценой                            | Знаменский                                              |
| 1978 | ф | Следствие ведут ЗнаТоКи. «Букет» на приёме                      | Знаменский                                              |
| 1978 | ф | Следствие ведут ЗнаТоКи. До третьего выстрела                   | Знаменский                                              |
| 1979 | ф | Следствие ведут ЗнаТоКи. Подпасок с огурцом                     | Знаменский                                              |
| 1980 | ф | Следствие ведут ЗнаТоКи. Ушёл и не вернулся                     | Знаменский                                              |
| 1981 | ф | Следствие ведут ЗнаТоКи. Из жизни фруктов                       | Знаменский                                              |
| 1982 | ф | Следствие ведут ЗнаТоКи. Он где-то здесь                        | Знаменский                                              |
| 1984 | ф | Первая конная                                                   | Пархоменко                                              |
| 1985 | ф | Слушать в отсеках                                               | капитан 1-го ранга Щукарёв                              |
| 1985 | ф | Следствие ведут ЗнаТоКи. Полуденный вор                         | Знаменский                                              |
| 1985 | ф | Следствие ведут ЗнаТоКи. Пожар                                  | Знаменский                                              |
| 1987 | ф | Следствие ведут ЗнаТоКи. Бумеранг                               | Знаменский                                              |
| 1987 | ф | Ералаш. Выпуск № 64 («Улика»)                                   | подполковник милиции (роль озвучена Рудольфом Панковым) |
| 1988 | ф | Следствие ведут ЗнаТоКи. Без ножа и кастета                     | Знаменский                                              |
| 1989 | ф | Следствие ведут ЗнаТоКи. Мафия                                  | Знаменский                                              |
| 1992 | с | 1997 — Мелочи жизни                                             | полковник милиции                                       |
| 2000 | ф | Тайны дворцовых переворотов. Фильм 1. Завещание императора      | Феофан Прокопович                                       |
| 2001 | ф | Тайны дворцовых переворотов. Фильм 3. Я император               | Феофан Прокопович                                       |
| 2001 | ф | Тайны дворцовых переворотов. Фильм 4. Падение Голиафа           | Феофан Прокопович                                       |
| 2002 | ф | Следствие ведут ЗнаТоКи. Третейский судья                       | Знаменский                                              |
| 2003 | ф | Следствие ведут ЗнаТоКи. Пуд золота                             | Знаменский                                              |
| 2003 | ф | Тайны дворцовых переворотов. Фильм 5. Вторая невеста императора | Феофан Прокопович                                       |
| 2003 | ф | Тайны дворцовых переворотов. Фильм 6. Смерть юного императора   | Феофан Прокопович                                       |
| 2004 | ф | Узкий мост                                                      | Сергей Сергеевич                                        |
| 2008 | ф | Тайны дворцовых переворотов. Фильм 7. Виват, Анна Иоанновна!    | Феофан Прокопович                                       |

### Телеспектакли
| Год  |     | Название                   | Роль                     |
| ---- | --- | -------------------------- | ------------------------ |
| 1969 | тсп | Комендант Лаутербурга      | Воронин                  |
| 1973 | тсп | Трибунал                   | Сыродаев                 |
| 1973 | тсп | Человек со стороны         | секретарь парткома       |
| 1974 | тсп | Свадьба как свадьба        | метрдотель Иван Иванович |
| 1977 | тсп | Лунёв сегодня и завтра     | Эпизод                   |
| 1979 | тсп | Варвары                    | Притыкин                 |
| 1983 | тсп | Отпуск по ранению          | Николай Егорович         |
| 1986 | тсп | Равняется четырём Франциям | Самарин                  |

## Память
В Оренбурге, на здании школы, в которой учился, 26 августа 2014 года установлена мемориальная доска.

По словам актёра Леонида Каневского, его коллеги и друга:
«У меня как будто кусок жизни вырвали. Мы с ним с 1967 года вместе и в театре, и в кино, и на телевидении. За 40 лет нашего общения, дружбы, работы мы никогда в жизни не входили в конфликтную ситуацию. Ведь он был потрясающий человек, добрейший, наивный, такой ранимый... Очень талантливый, причём не просто как артист - он был талантлив во многом. Писал стихи, замечательные эпиграммы с большим чувством юмора. Неправильно говорят - незаменимых нет. Есть незаменимые. Георгий Мартынюк был таким. Очень горько, что он ушёл. Я только сейчас, спустя несколько дней после трагедии, могу об этом говорить - до этого я не мог произнести ни слова. Представить это, поверить в его смерть просто невозможно!».

## Почётные звания и награды
- Заслуженный артист РСФСР (30 сентября 1981)
- Народный артист Российской Федерации (19 мая 2003)
- Орден Дружбы (22 октября 1996)[9]